# Малатінка
Малатінка (словац. Malatínka) — річка; ліва притока Вагу, протікає в окрузі Ліптовський Мікулаш.
Довжина приблизно 10,5 км. Витік знаходиться в масиві Дюмберські Татри (схил гори Люпчанська Магура) — на висоті приблизно 1170 метрів; схил гори Дужник.
Протікає територією села Малатіни.. Впадає у Ваг на висоті приблизно 530 метрів (водосховище Бешеньова)